# Haaije Feenstra

Haaije Feenstra (Stadskanaal, 15 september 1987) is een Nederlands voetballer die onder contract stond bij SC Veendam. Bij Veendam was Haaije Feenstra in het begin basisspeler. Later kwam hij steeds minder in actie. Sinds 2012 speelt hij bij hoofdklasser ACV uit Assen.

## Statistieken
| Seizoen        | Club        | Land      | Competitie     | Wed. | Goals |
| -------------- | ----------- | --------- | -------------- | ---- | ----- |
| 2008/09        | SC Veendam  | Nederland | Eerste divisie | 3    | 0     |
| 2009/10        | SC Veendam  | Nederland | Eerste divisie | 6    | 0     |
| 2010/11        | SC Veendam  | Nederland | Eerste divisie | 26   | 1     |
| Totaal         | Totaal      | Totaal    | Totaal         | 35   | 1     |
| Bijgewerkt tot | 13 mei 2011 |           |                |      |       |